# Eldsalamander
Eldsalamander (Salamandra salamandra) är ett groddjur i familjen salamandrar. Arten beskrevs för första gången vetenskapligt år 1758 av Carl von Linné.

## Kännetecken
Fullt utvecklade individer uppnår i Centraleuropa en längd på 23 centimeter och en vikt på 40 gram. Besläktade arter i andra regioner, till exempel i Israel, kan bli betydligt större. Vikten varierar mycket under djurets liv. Det beror delvis på att de äter mycket vid god tillgång till föda. En väl utvecklad eldsalamander av 19 centimeters längd kan väga upp till 55 gram, och dräktiga honor ännu mer.
På djurets rygg är den svarta huden försedd med ett mönster av gula fläckar eller strimmor. Mönstrets färg kan även vara orange eller till och med röd. I undantagsfall förekommer eldsalamander utan mönster, eller som albino.

## Utbredning
Arten förekommer i stora delar av Central-, Syd- och Sydösteuropa. Den saknas i Skandinavien, Irland, Storbritannien och Nordösteuropa. Tidigare räknades några salamander i norra Afrika och Sydvästasien till Salamandra salamandra, men idag är de klassade som egna arter.

## Föda
Eldsalamander livnär sig huvudsakligen av ryggradslösa djur, såsom gråsuggor, mjuka skalbaggar, daggmaskar och snäckor. Larverna äter dessutom hoppkräftor och andra vattenlevande kräftdjur, samt as.